# More Parts per Million
More Parts Per Million è l'album d'esordio dei The Thermals, pubblicato nel 2003 dalla Sub Pop Records.

## Tracce
1. Its Trivia
2. Brace And Break
3. No Culture Icons
4. Goddamn The Light
5. Out Of the Old And Thin
6. I Know The Pattern
7. Time To Lose
8. My Little Machine
9. Overgrown, Overblown!
10. A Passing Feeling
11. Back To Gray
12. Born Dead
13. An Endless Supply